# Olivskivling
Olivskivling (Callistosporium luteo-olivaceum) är en svampart som först beskrevs av Berk. & M.A. Curtis, och fick sitt nu gällande namn av Rolf Singer 1946. Enligt Catalogue of Life ingår Olivskivling i släktet Callistosporium,  och familjen Tricholomataceae, men enligt Dyntaxa är tillhörigheten istället släktet Callistosporium,  och familjen Chromocyphellaceae. Arten är reproducerande i Sverige. Inga underarter finns listade i Catalogue of Life.